# UFC 225
UFC 225: Whittaker vs. Romero 2 — турнир по смешанным единоборствам, организованный Ultimate Fighting Championship, который состоялся 9 июня 2018 года на спортивной арене «United Center» в городе Чикаго, штат Иллинойс, США.

## Подготовка турнира

### Главные события турнира
Хедлайнером мероприятия стал поединок за титул чемпиона UFC в среднем весе между действующим чемпионом Робертом Уиттакером и бывшим претендентом на временный титул (а также серебряным призёром Олимпийских игр 2000 года и бывшим чемпионом мира по вольной борьбе) Йоэлем Ромеро.
Пара ранее встречалась в июле 2017 года на UFC 213, где Уиттакер выиграл временный титул единогласным решением судей. Однако на взвешивании Ромеро изначально показал вес 186 фунтов, что на 1 фунт превышало лимит для боя за титул в среднем весе.
Ромеро дали дополнительное время для набора веса, но он показал вес 185,2 фунта. Первоначально комиссия дала ему дополнительные 2 часа, но через час Ромеро был вынужден прекратить снижение веса, и поединок продолжался как не титульный. Он был оштрафован на 30 процентов от суммы, которая досталась Уиттакеру.
Со-главный бой вечера был за звание временного чемпиона UFC в полусреднем весе между бывшим чемпионом UFC в легком весе Рафаэлем дос Аньосом и Колби Ковингтоном.

## Результаты турнира
| Бой п/п | Весовая категория       | Участники и результат боя   | Участники и результат боя | Участники и результат боя | Участники и результат боя | Участники и результат боя | Участники и результат боя | Участники и результат боя | Способ победы                               | Раунд | Время |
|         |                         | Основной кард               |                           |                           |                           |                           |                           |                           |                                             |       |       |
| Бой 13  | Средний вес             |                             | Роберт Уиттакер           |                           | поб.                      |                           | Йоэль Ромеро              |                           | Раздельное решение (47-48, 48-47, 48-47)    | 5     | 5:00  |
| Бой 12  | Полусредний вес         |                             | Колби Ковингтон           |                           | поб.                      |                           | Рафаэль дос Аньос         |                           | Единогласное решение (49-46, 48-47, 48-47)  | 5     | 5:00  |
| Бой 11  | Женский полулёгкий вес  |                             | Холли Холм                |                           | поб.                      |                           | Меган Андерсон            |                           | Единогласное решение (30-27, 30-26, 30-26)  | 3     | 5:00  |
| Бой 10  | Тяжёлый вес             |                             | Тай Туиваса               |                           | поб.                      |                           | Андрей Орловский          |                           | Единогласное решение (29-28, 29-28, 29-28)  | 3     | 5:00  |
| Бой 9   | Полусредний вес         |                             | Си Эм Панк                |                           | поб.                      |                           | Майк Джексон              |                           | Бой не состоялся (результат отменён) *      | 3     | 5:00  |
|         |                         | Предварительный кард        |                           |                           |                           |                           |                           |                           |                                             |       |       |
| Бой 8   | Тяжёлый вес             |                             | Кёртис Блейдс             |                           | поб.                      |                           | Алистар Оверим            |                           | Технический нокаут (удары локтями в голову) | 3     | 2:56  |
| Бой 7   | Женский минимальный вес |                             | Клаудия Гаделья           |                           | поб.                      |                           | Карла Эспарса             |                           | Раздельное решение (28-29, 29-28, 29-28)    | 3     | 5:00  |
| Бой 6   | Полулёгкий вес          |                             | Мирсад Бектич             |                           | поб.                      |                           | Рикардо Ламас             |                           | Раздельное решение (29-28, 28-29, 30-27)    | 3     | 5:00  |
| Бой 5   | Тяжёлый вес             |                             | Крис де ла Роша           |                           | поб.                      |                           | Рашад Колтер              |                           | Технический нокаут (удары руками в голову)  | 2     | 3:53  |
|         |                         | Ранний предварительный кард |                           |                           |                           |                           |                           |                           |                                             |       |       |
| Бой 4   | Полутяжёлый вес         |                             | Энтони Смит               |                           | поб.                      |                           | Рашад Эванс               |                           | Нокаут (удар коленом в голову)              | 1     | 0:53  |
| Бой 3   | Наилегчайший вес        |                             | Серхио Петтис             |                           | поб.                      |                           | Джозеф Бенавидес          |                           | Раздельное решение (28-29, 29-28, 30-27)    | 3     | 5:00  |
| Бой 2   | Лёгкий вес              |                             | Шарлис Оливейра           |                           | поб.                      |                           | Клей Гвида                |                           | Сдача, удушающий приём (гильотина)          | 1     | 2:18  |
| Бой 1   | Полулёгкий вес          |                             | Дэн Иге                   |                           | поб.                      |                           | Майк Сантьяго             |                           | Технический нокаут (удары руками в голову)  | 1     | 0:50  |

## Награды
Следующие бойцы были удостоены денежного бонуса в $50,000:
- Лучший бой вечера: Роберт Уиттакер ($100,000)
- Выступление вечера: Кёртис Блейдс и Шарлис Оливейра